# Boismé
Boismé é uma comuna francesa na região administrativa da Nova Aquitânia, no departamento de Deux-Sèvres. Estende-se por uma área de 37,8 km². Em 2010 a comuna tinha 1 218 habitantes (densidade: 32,2 hab./km²).